# Aitor Cantalapiedra
Aitor Cantalapiedra Fernández, dit Aitor, né le 10 février 1996 à Barcelone, est un footballeur espagnol qui évolue au poste d'ailier droit à l'AEK Larnaca.

## Biographie
Lors de la saison 2018-2019, il inscrit 13 buts en deuxième division néerlandaise (Eerste Divisie), avec le club du FC Twente.
Il joue son premier match en première division néerlandaise (Eredivisie) le 3 août 2019, lors de la réception du PSV Eindhoven, à l'occasion de la première journée de championnat. Les deux équipes se neutralisent (1-1). Il inscrit son premier but dans ce championnat une semaine plus tard, lors d'un déplacement sur la pelouse du FC Groningue (victoire 1-3). Le 1er septembre 2019, il inscrit son premier doublé dans ce championnat, lors de la réception du FC Utrecht (victoire 3-1).
Arrivé en fin de contrat au FC Twente à l'issue de la saison 2019-2020, il ne prolonge pas son aventure avec le club néerlandais.

## Palmarès
FC Twente
- Champion des Pays-Bas d'Eerste Divisie (D2) en 2019

 Panathinaïkós
- Coupe de Grèce
  - Vainqueur : en 2022.